# Маккеннитт, Лорина
Лори́на И́забел Айри́н Макке́ннитт (англ. Loreena Isabel Irene McKennitt; род. 17 февраля 1957, Морден, Манитоба, Канада) — канадская певица и композитор, арфистка, аккордеонистка и пианистка, сочетающая в своём творчестве элементы разных культур, прежде всего кельтской. Одна из самых популярных исполнительниц кельтской музыки в мире.

## Биография
Лорина Маккеннитт родилась в канадском городке Морден в семье шотландско-ирландского происхождения: мать, Айрин, — медицинская сестра; отец, Джек, — скотопромышленник.
Увлеклась кельтской музыкой ещё в юношеские годы, участвовала в местных фолк-группах. В 1981 году переехала в Стратфорд (провинция Онтарио), где живёт и сейчас. В 1982 году, после поездки на родину предков, в Ирландию, записала песню «The Stolen Child» на стихи ирландского поэта Уильяма Йейтса. В 1985 году самостоятельно записала дебютный альбом «Elemental», продавала кассеты с его записью на своих концертах. Тогда же основала собственную фирму звукозаписи «Quinlan Road» (названа по улице на окраине Стратфорда, где и находится), все последующие альбомы также выпускала сама.
В 1987 году на доходы, полученные с продаж диска «Elemental», Маккеннитт выпустила альбом рождественских песен «To Drive the Cold Winter Away». Известность в Канаде принёс ей третий альбом, «Parallel Dreams» (1989).
После поездки в Европу в 1991 году и участия на фестивале в Венеции, посвящённому истории кельтов, Маккеннитт выпустила альбом «The Visit», сделавший её известной и за пределами Канады. В записи диска были использованы такие нехарактерные для кельтской музыкальной традиции инструменты, как тамбурин, балалайка, ситар. За альбом Лорина получила главную музыкальную награду Канады — премию «Juno».
В 1994 году Маккеннитт выпустила альбом «The Mask and Mirror», посвящённый средневековой Испании. Этот диск также был удостоен премии «Juno». На песню «The Bonny Swans» был выпущен сингл и снят видеоклип.
Самым успешным альбомом певицы стал «The Book Of Secrets», выпущенный в 1997 году. На нём также используются кельтские, арабские и испанские мотивы. Песня «Dante’s Prayer» написана Лориной под впечатлением от путешествия по России на поезде по Транссибу. В ней использованы семплы с пением Петербургского камерного хора. На композицию «The Mummer’s Dance» был снят видеоклип и выпущен сингл с танцевальным ремиксом, достигший высоких строчек в различных чартах.
В июле 1998 года в жизни Лорины Маккеннитт произошла трагедия: во время лодочной прогулки на озере Гурон утонул её жених Рональд Рис (Ronald Douglas Rees). После потери жениха Лорина долгое время не работала в студии.
Новый альбом, «An Ancient Muse», она выпустила только в 2006 году. Как и на предыдущих работах, здесь продолжена мультикультурная линия. Источником вдохновения выбраны страны Великого шёлкового пути: Греция, Турция, Монголия.
В сентябре 2006 года Лорина дала серию концертов в Альгамбре (Гранада, Испания). Год спустя был выпущен концертный альбом и DVD «Nights from the Alhambra», на котором представлены лучшие песни из музыкальной карьеры певицы.

В ноябре 2010 года вышел альбом «The wind that shakes the barley». Записанный в Sharon Temple, Онтарио, он состоит из девяти традиционных кельтских песен.
«Каждый раз и снова тянуться к тому, чтобы вернуться к своим собственным корням или начинаниям, с точки зрения времени и опыта, переосмысливая для себя знакомые вещи, которые вы когда-то любили и любите до сих пор», — сказала МакКеннит.
Для продвижения альбома Маккеннитт отправилась в концертный тур по Северной Америке и Европе. В его рамках она записала часовой концерт в студии немецкой радиостанции SWR1 в сопровождении Брайана Хьюза (гитара) и Кэролайн Лавелл (виолончель). Он выпущен 24 марта 2011 года. Названный Troubadours on the Rhine, альбом номинировался на Грэмми 2012 как лучший нью-эйдж альбом.

## Награды
В июле 2004 года генерал-губернатор Канады Адриенна Кларксон наградила певицу орденом Канады.

## Дискография

### Альбомы

#### Студийные
- Elemental (1985)
- To Drive the Cold Winter Away (1987)
- Parallel Dreams (1989)
- The Visit (1991)
- The Mask and Mirror (1994)
- The Book of Secrets (1997)
- An Ancient Muse (2006)
- A Midwinter Night’s Dream (2008)
- The Wind That Shakes The Barley (2010)
- Lost Souls (2018)

#### Концертные
- Live In San Francisco at the Palace Of Fine Arts (1995)
- Live In Paris And Toronto (1999)
- Nights from the Alhambra (2007)
- Troubadours On The Rhine (2012)

### Сборники
- A Mediterranean Odyssey (2009)
- A Mummers Dance Through Ireland (2009)
- The Journey So Far — The Best Of Loreena McKennitt (2014)

### Синглы и EP
- All Souls Night (1991)
- The Bonny Swans (1994)
- A Winter Garden: Five Songs for the Season (1995)
- Marco Polo (1997)
- Mummers Dance (1997)